# −3
−3(마이너스 삼, 음의 삼)은 −4보다 크고 −2보다 작은 음의 정수이다. −3의 절댓값과 반수는 3이며, −3의 역수는 분수로는 −1/3이고, 소수로는 {\displaystyle -0.{\overline {3}}}이다.